# James Wordie

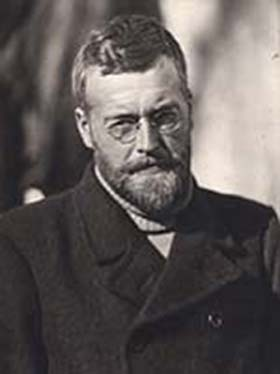
James Wordie, fotografiado en la Expedición Imperial Trans-Antártica en 1914

James Mann Wordie (26 de abril de 1889 – 16 de enero de 1962) fue un explorador polar y geólogo escocés.

## Primeros años
Wordie nació en Partick, Glasgow, hijo de John Wordie, contratista de karting, y Jane Catherine Mann. Estudió en la Academia de Glasgow obteniendo un BSc en geología de la Universidad de Glasgow. Se graduó del Colegio St John's, Cambridge como estudiante avanzado en 1912, y comienza a desarrollar su trabajo. Su ocupación lo puso en contacto con Frank Debenham y Raymond Priestley, que fue miembro de la Expedición Terra Nova de Robert Falcon Scott. El interés de Wordie en la exploración y los descubrimientos científicos fue realzado por estos hombres.

## Exploración polar
En 1914, Wordie se unió a la Expedición Imperial Trans-Antártica de Sir Ernest Shackleton, donde sirvió como geólogo y jefe del equipo de científicos. A pesar de que la expedición no pudo lograr su objetivo principal de atravesar la Antártida, y que el barco Endurance quedó atrapado en los hielos del mar de Weddell hasta que fue destruido por los hielos en 1915—Wordie mantuvo la moral de la expedición, hizo observaciones científicas relativas a la oceanografía y el pack ice, y obtuvo importantes especímenes geológicos.
Wordie navegó en nueve expediciones polares, incluyendo la del Endurance. Durante los 1920s y 1930s, hizo numerosos viajes al Ártico ayudando a nutrir a una nueva generación de jóvenes exploradores, como Vivian Fuchs, Gino Watkins y Augustine Courtauld. Se convirtió en máxima autoridad de la exploración polar británica, y pocas expediciones dejaban Bretaña sin consultar primero a Wordie. La plataforma de hielo Wordie en la península Antártica fue bautizado en su honor. Fue presidente del Instituto de Investigación Polar Scott (SPRI) y presidente de la Real Sociedad Geográfica de 1951 a 1954. Durante su mandato en la Sociedad ayudó a planificar el primer ascenso exitoso al Monte Everest por Edmund Hillary y Tenzing Norgay. Mientras en SPRI, asistió a Fuchs en el primer cruce del continente antártico—el propósito original de la expedición Endurance de Shackleton. También colaboró en los Manuales de Inteligencia Naval británicos que fueron publicados durante la II Guerra Mundial.

## Reconocimiento
Wordie fue Master del St John's College, y fue nombrado caballero en 1957 por sus contribuciones a las expediciones polares . Topónimos en su honor son punta Wordie, Plataforma de hielo Wordie, nunatak Wordie.